# Mata Utu
Mata Utu (em francês: Matāʻutu) é a capital da coletividade ultramarina francesa de Wallis e Futuna. Está localizada no centro da costa leste da ilha de Wallis, que corresponde ao reino tradicional (em francês: royaumes coutumiers) de Uvéa, do qual é a capital. É também a capital de Hahake, um dos três distritos de Uvéa (Wallis). Possui uma população de 1.126 habitantes (censo de 21 de julho de 2008).

## Características
O centro da cidade é dominado pela catedral de Mata Utu (em francês: Cathédrale Notre-Dame-de-l'Assomption de Matâ'Utu) (declarada como monumento nacional francês). Em suas proximidades se encontra, junto a vários restaurantes, hotéis e o correio, o palácio do rei de Uvéa (um dos três reinos tradicionais em que se divide a coletividade ultramarina francesa de Wallis e Futuna). A pouca distância também se encontra o posto de polícia, um centro comercial, um hospital e o estádio de Mata Utu.
Nas imediações de Mata Utu, existem dois pequenos sítios arqueológicos de importância considerável: Talietumu e Tonga Toto.

## Demografia
De acordo com o último censo realizado em 21 de julho de 2008, a cidade possui 1.126 habitantes.
Como se pode observar no primeiro quadro abaixo, mais especificamente nos quatro últimos censos efetuados, a variação da população durante 18 anos (1990 a 2008), foi negativa, queda de 8,02%. Apesar da população ter crescido em 54 habitantes (4,75%) entre os censos de 1996 e 2003, ela voltou a cair em 67 habitantes (5,63%) entre os censos de 2003 e 2008. Esta redução da população ocorre porque muitos habitantes de Wallis e Futuna migram para Nova Caledônia, Polinésia Francesa ou para a própria França metropolitana em busca de oportunidades de emprego, econômicas e culturais que nunca poderiam possuir na ilha. Se calcula que só em Nouméa vivam mais de 17.000 habitantes wallisianos.
| População | 558 | 815 | 1.222 | 1.137 | 1.191 | 1.126 |

| Homens   | 127 | 111 | 57  | 67  | 71  | 51  | 32 | 15 | 4  | 0 | 535   |
| Mulheres | 111 | 126 | 78  | 94  | 66  | 59  | 31 | 17 | 9  | 0 | 591   |
| Totais   | 238 | 237 | 135 | 161 | 137 | 110 | 63 | 32 | 13 | 0 | 1.126 |

Idade média da população: homens 28,7 anos; mulheres 29,9 anos

### Residências
No censo de 2008 foram computadas 1.098 pessoas habitando 244 residências, o que corresponde a 4,5 pessoas por residência em média. Estas 244 residências estão divididas da seguinte forma, segundo sua posse:
- 213 eram proprietários;
- 15 eram locatários de uma habitação vazia;
- 1 eram sublocatários de uma habitação vazia;
- 6 eram locatários ou sublocatários de uma habitação mobiliada;
- 9 residiam gratuitamente.

| Residências | 15 | 47 | 47 | 30 | 31 | 22 | 13 | 18 | 13 | 8 | 0 | 244 |

### Atividades e empregos
Na data da realização do censo de 2008, dos 1.126 habitantes, 798 possuíam 14 anos ou mais, destes: 358 estavam trabalhando; 4 possuíam trabalhos sazonais; 130 eram alunos/estudantes; 1 estava criando um negócio próprio; 62 eram aposentados; 137 eram donas de casa, e 68 representavam outros tipos de inativos.
Dos 362 que possuíam algum tipo de atividade laboral, 1 era agricultor; 1 era pescador; 22 eram artesões, comerciantes ou empresários; 33 eram executivos; 87 possuíam profissões intermediárias; 119 eram empregados e 99 eram trabalhadores operários.

### Idiomas
os idiomas oficiais são wallisiano e o francês.
Na data da realização do censo de 2008, dos 1.126 habitantes, 798 possuíam 14 anos ou mais, destes:
- com relação a língua francesa: 703 falavam, 685 liam e 674 escreviam;
- com relação a uma língua polinésia: 728 falavam, 715 liam e 706 escreviam.[9]

### Religião
Na cidade, igualmente ao restante das ilhas, a religião dominante é a católica (99% da população), existem também pequenos grupos que praticam religiões indígenas e tribais.

### Grupos étnicos
Os habitantes da cidade e da ilha são em sua grande maioria de origem polinésia, sendo que os conquistadores tonganeses também deixaram suas marcas na população, em sua cultura e tradições.

### Cultura
A cultura da cidade é dominantemente polinésia, como se pode notar nas músicas. Pode se apreciar também uma dança de origem tonganesa chamada kailao, usada como dança simbólica de guerra.

## Economia
Wallis e Futuna é bastante dependente do apoio financeiro francês. O governo francês financia diretamente muitos serviços, tais como saúde, educação e administração pública, além de uma subvenção anual para equilibrar o orçamento.
A atividade econômica local é essencialmente limitada a agricultura tradicional de subsistência, pesca e criação de alguns animais (principalmente suínos). Mesmo assim, o território não produz alimentos suficientes para satisfazer a demanda local - produtos alimentares representam cerca de um terço das importações. Os materiais de construção também estão entre os principais itens importados. Por ser a sede da administração de Wallis e Futuna, do reino de Uvéa e do distrito de Hahake, Mata Utu possui boa parte de sua população empregada no setor público. Alguns recursos são obtidos através de remessas de parentes que migraram para Nova Caledônia em busca de trabalho. Outras atividades importantes em Mata Utu são o turismo e o artesanato.

## Geografia
O centro da cidade está situado na costa leste da ilha de Wallis, a uma altitude de 9 metros acima do no mar. Tem uma população de 1.126 habitantes, segundo o censo realizado em 21 de junho de 2008. Os idiomas oficiais tanto da cidade quanto do país, são o wallisiano e o francês.

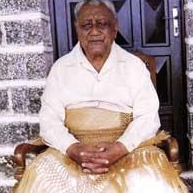
Tomasi Kulimoetoke II, 50º rei de Uvéa

### Clima
O clima tanto na cidade como no restante da ilha pode ser classificado como tropical quente e úmido, com temperaturas sempre acima dos 18 °C.
As temperaturas atingem em torno de 28 °C durante todo o ano, e podem ficar um pouco mais elevadas no verão, mas raramente ultrapassam 35 °C. Ventos alísios de sudeste para leste trazem brisas refrescantes ao final da tarde e início da noite, durante todo o ano.
A temporada de chuvas tropicais vai de novembro a fevereiro, coincidindo com os meses quentes de verão. O inverno vai de abril a setembro, no entanto, não existem diferenças significativas na temperatura, em geral, as temperaturas entre abril e setembro são apenas ligeiramente mais frias do que as de novembro a fevereiro. Chove em média 3.000 mm por ano em Mata Utu com 80% de humidade.
Tufões podem, eventualmente, atingir a ilha a partir de finais de janeiro a meados de março. No entanto, estas tempestades geralmente não costumam ser perigosas.
| Datos climáticos de Mata Utu                                                                   | Datos climáticos de Mata Utu | Datos climáticos de Mata Utu | Datos climáticos de Mata Utu | Datos climáticos de Mata Utu | Datos climáticos de Mata Utu | Datos climáticos de Mata Utu | Datos climáticos de Mata Utu | Datos climáticos de Mata Utu | Datos climáticos de Mata Utu | Datos climáticos de Mata Utu | Datos climáticos de Mata Utu | Datos climáticos de Mata Utu | Datos climáticos de Mata Utu | Datos climáticos de Mata Utu |
| Temperatura                                                                                    | Temperatura                  | Temperatura                  | Temperatura                  | Temperatura                  | Temperatura                  | Temperatura                  | Temperatura                  | Temperatura                  | Temperatura                  | Temperatura                  | Temperatura                  | Temperatura                  | Temperatura                  | Temperatura                  |
| Mês                                                                                            | Jan                          | Fev                          | Mar                          | Abr                          | Mai                          | Jun                          | Jul                          | Ago                          | Set                          | Out                          | Nov                          | Dez                          |                              | Media Total                  |
| ---------------------------------------------------------------------------------------------- | ---------------------------- | ---------------------------- | ---------------------------- | ---------------------------- | ---------------------------- | ---------------------------- | ---------------------------- | ---------------------------- | ---------------------------- | ---------------------------- | ---------------------------- | ---------------------------- | ---------------------------- | ---------------------------- |
| Máxima temperatura registrada °C (°F)                                                          | 33 (93)                      | 33 (92)                      | 33 (94)                      | 34 (92)                      | 33 (92)                      | 33 (92)                      | 35 (95)                      | 31 (89)                      | 32 (90)                      | 31 (89)                      | 33 (92)                      | 33 (93)                      |                              |                              |
| Temperatura mádia-alta °C (°F)                                                                 | 30 (87)                      | 30 (87)                      | 30 (87)                      | 30 (86)                      | 29 (85)                      | 28 (84)                      | 28 (83)                      | 28 (83)                      | 29 (85)                      | 29 (85)                      | 30 (86)                      | 30 (86)                      |                              | 29 (85)                      |
| Temperatura média °C (°F)                                                                      | 27 (81)                      | 27 (81)                      | 27 (81)                      | 27 (81)                      | 27 (81)                      | 26 (79)                      | 26 (79)                      | 26 (79)                      | 26 (79)                      | 27 (81)                      | 27 (81)                      | 27 (81)                      |                              | 27 (81)                      |
| Temperatura média-baixa °C (°F)                                                                | 24 (76)                      | 24 (76)                      | 24 (76)                      | 24 (76)                      | 24 (76)                      | 24 (76)                      | 23 (75)                      | 23 (75)                      | 23 (75)                      | 24 (76)                      | 24 (76)                      | 24 (76)                      |                              | 24 (76)                      |
| Mínima temperatura registrada °C (°F)                                                          | 20 (69)                      | 21 (70)                      | 20 (69)                      | 20 (68)                      | 18 (66)                      | 18 (65)                      | 17 (64)                      | 17 (64)                      | 17 (63)                      | 19 (67)                      | 20 (68)                      | 20 (68)                      |                              |                              |
| Precipitações                                                                                  |                              |                              |                              |                              |                              |                              |                              |                              |                              |                              |                              |                              |                              |                              |
| Mês                                                                                            | Jan                          | Fev                          | Mar                          | Abr                          | Mai                          | Jun                          | Jul                          | Ago                          | Set                          | Out                          | Nov                          | Dez                          |                              | Total                        |
| Mm totais                                                                                      | 331 (13)                     | 316 (12.5)                   | 345 (13.6)                   | 271 (10.7)                   | 238 (9.4)                    | 169 (6.7)                    | 181 (7.1)                    | 147 (5.8)                    | 178 (7)                      | 303 (11.9)                   | 290 (11.4)                   | 329 (12.9)                   |                              | 3099 (122)                   |
| «Weatherbase.com Mata Utu, Wallis and Futuna» (em inglês). Consultado em 10 de janeiro de 2010 |                              |                              |                              |                              |                              |                              |                              |                              |                              |                              |                              |                              |                              |                              |

## Eventos recentes
- 7 de maio de 2007 - morre Tomasi Kulimoetoke II, nascido em 26 de julho de 1918, 50º rei de Uvéa (ilha de Wallis);[14][15]
- 25 de julho de 2008 - Kapiliele (Gabriel) Faupala é coroado rei de Uvéa, substituído Tomasi Kulimoetoke II;[16]

## Flora e fauna
Mata Utu e a ilha em geral está rodeada por uma lagoa delimitada por um cinturão de recifes de coral, contando com uma importante fauna marinha de corais e peixes tropicais.
Na fauna existe uma espécie endêmica de lagarto, além de uma grande variedade de aves que habitam a ilha.
A flora, é composta fundamentalmente de coqueiros e árvores de fruta-pão, tanto na vila quanto no resto da ilha.

### Lista de espécies

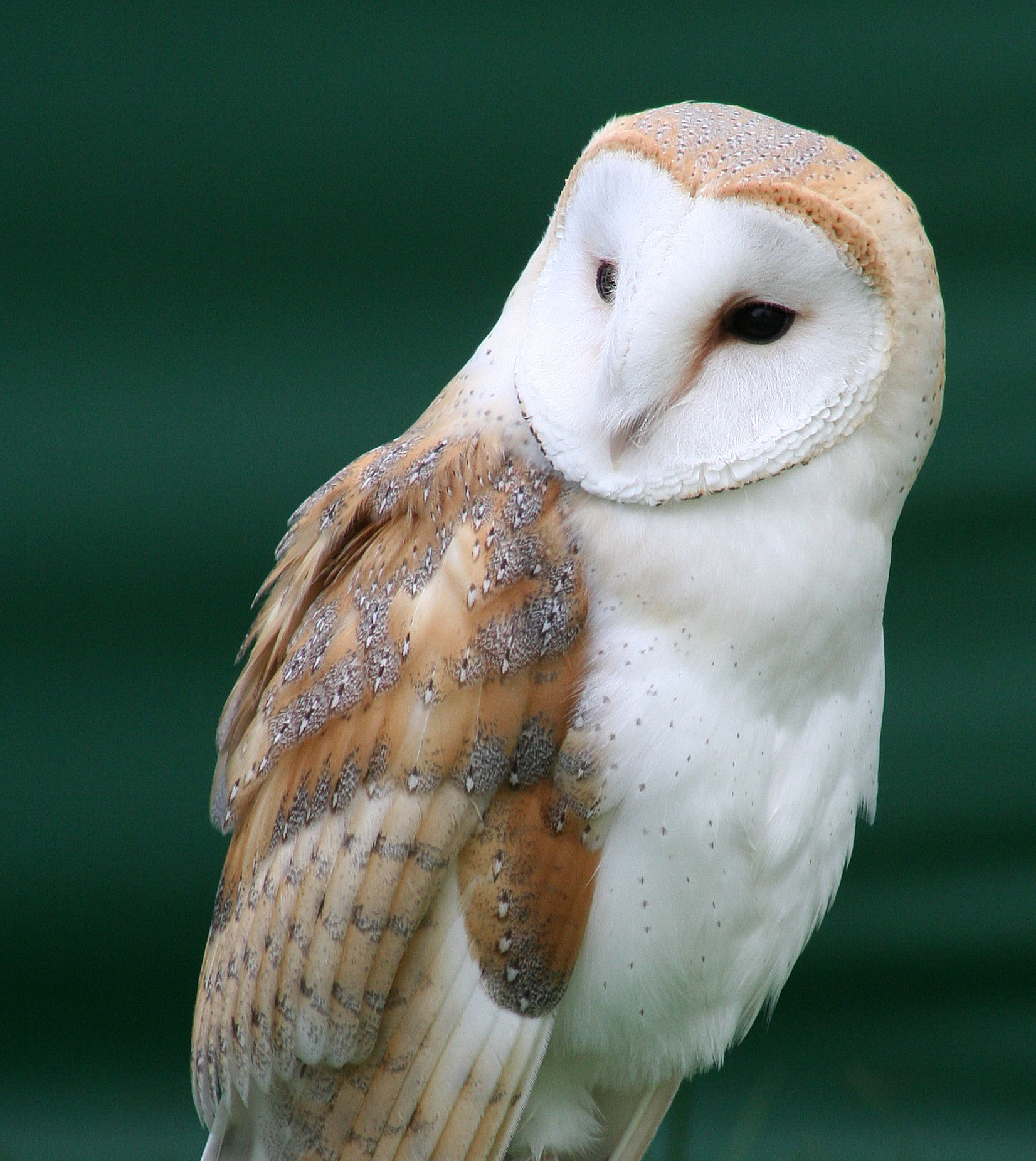
Coruja-das-torres, uma das numerosas espécies de aves que se encontram tanto na ilha quanto ao redor de Mata Utu

- Rabo-de-palha-de-bico-laranja
- Rabo-de-palha-de-cauda-vermelha
- atobá-pardo
- atobá-de-patas-vermelhas
- Egretta sacra
- Pato negro do pacífico
- Caimão-comum
- Trinta-réis-escuro
- Trinta-réis-branco
- Andorinha-do-mar-preta-menor
- Onychoprion anaethetus
- Gaivina-de-nuca-preta
- Coruja-das-torres

## Entretenimento
Apesar de ser uma cidade com população pouco superior aos 1000 habitantes, Mata Utu concentra uma variedade de opções de entretenimento que pode ser encontrada por toda a cidade. Teatros modernos e tradicionais, cinema, bares com karaoke, discotecas, pistas de boliche e uma abundância de opções de compras proporcionam lazer para os moradores e principalmente aos turistas que visitam a ilha durante todo o ano. O número de galerias de arte exibindo a arte dos nativos tem subido rapidamente nos últimos anos. A influência da arte francesa também é notável entre a cultura e a arte local.

### Artesanato
A cidade possui inúmeras feiras de artesanato polinésio. As peças de artesanato são feitas, em sua maioria, por matérias-primas encontradas em vilas e comunidades próximas de Mata Utu.
Os materiais usados são madeira, raízes de árvores, cipós, palhas, sementes, fibras naturais e penas artificiais. Grande parte desse artesanato é vendido e encontrado  nas comunidades locais, nas feiras da cidade e no centro cultural da cidade.

## Cultura e sociedade

### Locais de interesse
Mata Utu lembra uma aldeia, exceto por sua maciça catedral e por seu palácio.
- a catedral de Mata Utu (em francês: Cathédrale Notre-Dame-de-l'Assomption de Matâ'Utu), declarada monumento nacional francês, é uma igreja católica feita de pedra azul vulcânica cortada a mão, possui duas torres, também de pedra, com vista para o cais, entre as torres existe uma cruz de Malta, a mesma que aparece na bandeira do reino de Uvéa;[17]
- o palácio do rei, grande mas não ostentoso, está localizado ao lado da Catedral, é o principal local de reunião dos chefes da ilha.[18]

Locais de interesse nas proximidades:

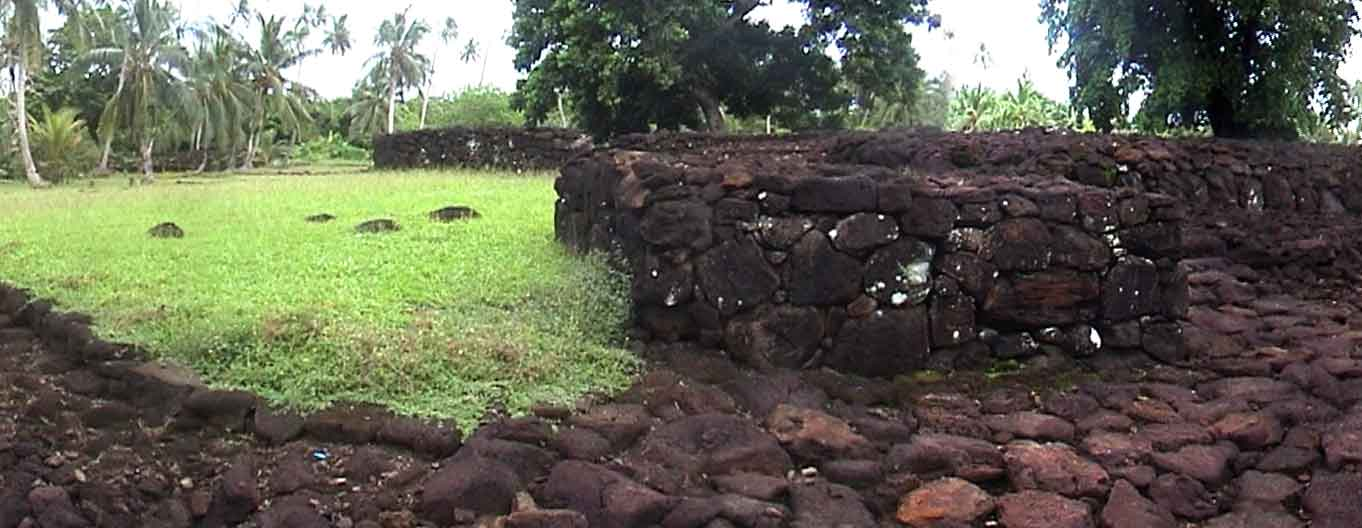
Ruínas de Talietumu

- o sítio arqueológico de Tonga Toto, localizado próximo ao lago Lalolalo, apresenta vestígios de uma antiga fortaleza tonganesa do século XV;
- o sítio arqueológico de Talietumu ou Kolo Nui, localizado 9 km ao sul da cidade, composto de uma fortaleza construída no século XV, na época do domínio de Tonga;
- a Igreja de São José, a mais  mais antiga da ilha, situada no povoado de Mala'efo'ou, 8 km ao sul da cidade. O interior da igreja é bastante decorado com cenas bíblicas e afrescos de peixes e conchas que lembram os motivos das tapas (telas tradicionais);
- a Igreja do Sagrado Coração, localizada no povoado de Faga'uvea, 5 km ao sul da cidade. Esta igreja, construída em 1991, conta com uma arquitetura surpreendente, que recria a forma de um farol.

Outros locais na cidade:
- Estádio de Mata Utu: é um estádio multiuso, atualmente é usado principalmente para partidas de futebol. Possui capacidade para 1.000 pessoas;[19]
- Banco Wallis e Futuna (BWF): o único banco da ilha, localizado no shopping center Fenuarama;[20]
- Assembleia Territorial: Sede do poder legislativo de Wallis e Futuna. A assembleia é unicameral, composta por 20 membros eleitos por voto popular para um mandato de 5 anos.[21]

### Feriados e celebrações
Os feriados públicos são:
- 1 de janeiro: Ano-Novo;
- Segunda-feira de Páscoa: (março/abril);
- 1 de maio: Dia do Trabalho;
- Ascensão de Jesus e Pentecostes;
- 15 de agosto: Assunção de Maria;
- 1 de novembro: Dia de Todos-os-Santos;
- 11 de novembro: Dia do Armistício;
- 25 de dezembro: Natal.

A maiores celebrações do ano ocorrem em 28 de abril, dia de Pedro Chanel, e 14 de julho, dia da Queda da Bastilha. o Dia do Território, 29 de julho, também é marcado por danças tradicionais e corrida de canoas. O distrito de Hahake, onde se localiza Mata Utu, tem seu próprio feriado em 15 de agosto.

### Cidade irmã
- França - Brest

## Estrutura

### Transporte
Não existe transporte público em Mata Utu e em toda a ilha.
O aeroporto de Hihifo (WLS) é o único da ilha de Wallis, está localizado 5,6 km ao norte de Mata Utu. A Aircalin (Aircalin - Air Caledonie International) é a única companhia aérea que opera neste aeroporto, voando para a ilha Futuna, ilha Nadi em Fiji e Nouméa em Nova Caledônia. O aeroporto está localizado a 24 metros de altitude e possui duas pistas pavimentadas de 2.100 metros.
Em Mata Utu está localizado o único porto da ilha de Wallis, porém, não há serviços de balsas nem navios de cruzeiro para a ilha. Iates raramente visitam a ilha. O porto é usado basicamente para transporte de cargas.

### Saúde
Em Mata Utu se localiza o único hospital da ilha, que possui salas de tratamento de emergência. Vítimas de doenças graves ou acidentes têm de ser levadas de avião para Nova Caledônia e Austrália. O hospital possui 60 leitos e o atendimento é gratuito.
Nenhuma doença tropical é relatada nas ilhas e nenhuma vacinação é necessária para entrar no território. Os surtos de dengue têm sido relatados, mas esta doença não costuma causar complicações.

### Esporte

#### Futebol
A Ligue de Football de Wallis et Futune (Liga de Futebol Wallis e Futuna) (LFWF), comanda o futebol no território, que é divido em três comitês, são eles: O "Comitê do Reino Uvéa" composto por 15 clubes, o "Comitê do Reino de Alo" com 5 clubes e o "Comitê do Reino de Sigave" com 10 clubes. Existem 3 times de Matu-Utu vinculados ao Comitê do Reino Uvéa: "Kolesio", "Lomipeau" e "Matautu". Os principais jogos são realizados no Estádio de Mata Utu, com capacidade para 1.000 espectadores.Predefinição:Arece de fontes

## Personagens destacados
- Willy Taofifenua (1963-) - Jogador de rugby
- Tomasi Kulimoetoke II (1916-2007) - 50º rei tradicional de Uvéa[27]